# Pomacentrus burroughi
Pomacentrus burroughi és una espècie de peix de la família dels pomacèntrids i de l'ordre dels perciformes.

## Morfologia
Els mascles poden assolir els 8,5 cm de longitud total.

## Distribució geogràfica
Es troba a les Filipines, Nova Guinea, Salomó i Indonèsia.